# Амвросий (Дубневич)
Епископ Амвросий (Дубневич) (конец XVII, село Подгорье, Галиция, Речь Посполитая, — 23 февраля 1750, Глухов, Малороссия, Российская империя) — епископ Русской православной церкви, епископ Черниговский и Новгород-Северский.

## Биография
Родился в конце XVII века в селе Подгорье в Галиции.
В гетманство Ивана Мазепы уехал на Левобережную Украину. Поступил в Киевско-Могилянскую академию, по окончании получил должность преподавателя младших классов.
С 1727 по 1731 год — префект Киево-Могилянской академии.
Амвросий Дубневич — один из лучших наставников и ректоров Киевской академии. Он первый ввёл трактат о десятисловии и евангельском законе в академии. По воле царя Петра II епископ Амвросий принимал участие в работе комиссии по упорядочению законодательных актов Литовского права (статутов) и Магдебургского права.
С 1731 по 1737 год — ректор и профессор богословия и игумен Киевского Братского Богоявленского монастыря.
С 1733 года — архимандрит Киевского Михайловского Златоверхого монастыря.
С 1739 года — настоятель Троице-Сергиевской Лавры в Москве. Был вызван в Лавру для организации там семинарии по Киевскому образу, но не успел этого сделать до своей архиерейской хиротонии. 8 сентября 1742 года хиротонисан во епископа Черниговского и Новгород-Северского.
В 1746 году во главе духовной комиссии производил обследование чудес от Ахтырской иконы Божией Матери. Вскоре икона была прославлена как чудотворная.
В 1749 году с его инициативы в Черниговском коллегиуме было введено преподавание философии.
В 1749 году владыка Амвросий тяжело заболел. Тем не менее, он ещё смог прибыть в Глухов в феврале 1750 года на церемонию восстановления Гетманщины указом Елизаветы Петровны и принял участие в инаугурации последнего гетмана Войска Запорожского Кирилла Разумовского. Правда, на тот момент Амвросий был уже настолько слаб, что оставался в постели, о чём сохранилось упоминание в «Кратком описании Малороссии».
23 февраля 1750 года, на следующий день после инаугурации Разумовского, епископ Амвросий умер. Погребён в Черниговском кафедральном соборе.